# Droga I/7 (Czechy)
Droga I/7 (cz. Silnice I/7) – droga krajowa I kategorii w środkowych i zachodnich Czechach. Trasa będąca przedłużeniem autostrady D7, stanowiącą wylotówkę z Pragi, prowadzi przez Chomutov do granicy z RFN, gdzie łączy się z niemiecką drogą krajową B174. W Chomutovie krzyżuje się z najważniejszą trasą zachodnich Czech - drogą I kategorii nr 13.